# Pont de Sant Beneset
|  | No s'ha de confondre amb Pont d'Avinyó. |

El pont de Saint-Beneset, comunament anomenat Pont d'Avignon situat als afores d'Avinyó, és un pont construït des de 1177-1185 sobre el riu Roine, a la ciutat d'Avinyó a la riba esquerra.
A l'origen comptava 22 arcs. A l'inici del segle xvii, una crescuda va emportar-se uns arcs. Va ser reconstruït, però una nova crescuda el 1669 va tornar a destrossar el pont, excepte els quatre arcs que queden fins a l'actualitat. Al segon arc es va construir la capella de Sant Beneset i per sobre d'ella, la capella de Sant Nicolau. Està inscrit a la llista del Patrimoni de la Humanitat de la UNESCO des del 1995.